# Friesische Wehde
Friesische Wehde is een gebied in de Duitse deelstaat Nedersaksen, in de Landkreis Friesland.
De benaming Wehde betekent woud of bos (mnd.wede, Oudnederduits wido/widu). Het Engelse woord wood (hout, woud) is hieraan etymologisch verwant. In 1420 werd de landstreek als de Wede en in 1449 als den fresscken Weede vermeld.
Het gaat hier om een circa 12 meter boven zeeniveau uitrijzende rug van in het algemeen zand- en kleigrond (in Duitsland Geest genoemd), die tot aan de middeleeuwen geheel met bos bedekt was. Naar het noordoosten toe was dit een natuurlijke zeewering tegen de stormvloeden, die de Jadeboezem van de 13e tot en met de 16e eeuw steeds groter deden worden.
In de middeleeuwen vormde het gebied een politiek omstreden grensstrook tussen Oost-Friesland en de eveneens Friesland genaamde noordwestelijke grensregio van het hertogdom Oldenburg. Vanaf deze tijd nam de bewoning in de Friesische Wehde ook toe. Delen van het bos werden gekapt en maakten plaats voor landbouwgrond of kleigroeven. De in deze streek voorkomende klei bleek een uitstekende grondstof voor de baksteenindustrie. Tot op de huidige dag zijn in de streek enkele steenfabrieken gevestigd; die klinkers van goede kwaliteit produceren. Een voorbeeld hiervan is de steenfabriek te Bockhorn (Friesland), die de bakstenen leverde voor het beroemde, in 1924 voltooide, Chilehaus in de stad Hamburg. In andere delen van het bos werd tot en met de 19e eeuw vee geweid, waardoor het bos minder dicht werd en er met gras bedekte open plekken ontstonden. In de jaren na de Tweede Wereldoorlog was er veel houtkap. De bevolking had, vooral in de strenge winter van 1946/47, gebrek aan brandhout en haalde dit in het bos. 

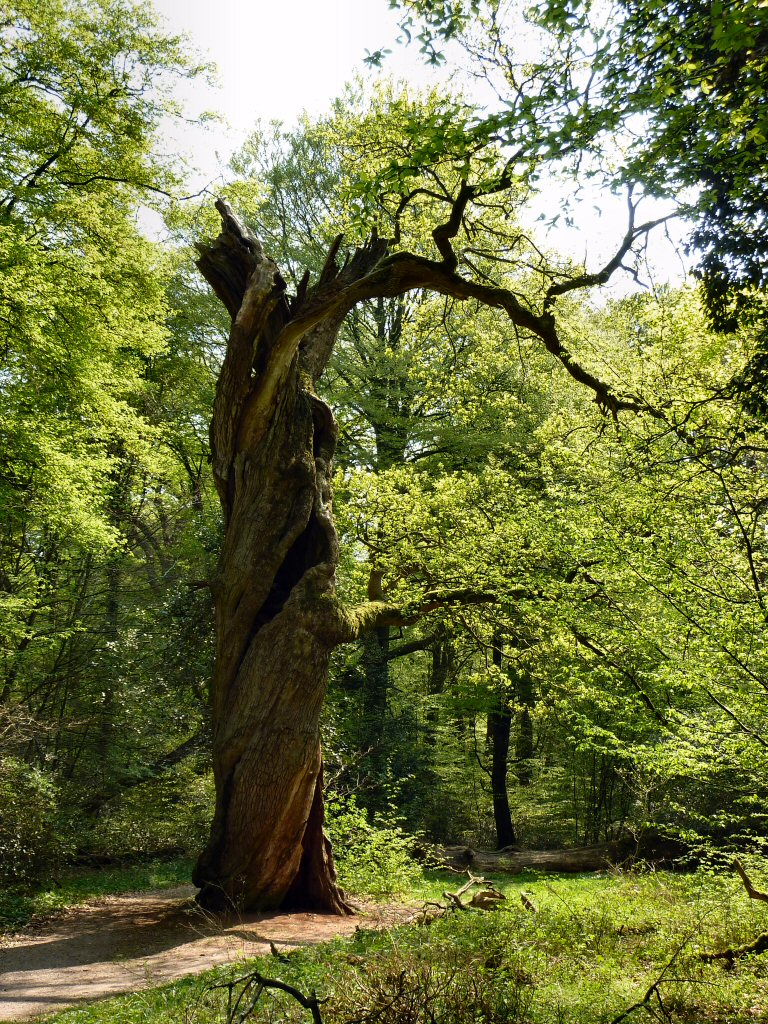
Oude eik in het Neuenburger Urwald (2011)

Een deel van het behouden gebleven bosgebied is sedert  2019 het 713 hectare grote  natuurreservaat Neuenburger Holz.
Een bekend gedeelte van dat gebied is het Neuenburger Urwald vlak bij Neuenburg. Dit dorp ligt middenin de Friesische Wehde.
Van 1933 tot 1948 bestond de Großgemeinde Friesische Wehde, die de huidige gemeentes Bockhorn, Zetel en Neuenburg omvatte.  Het bestuur van deze gemeente was te Bockhorn gevestigd. 